# La restauración
La restauración es una película de comedia peruana de 2020 escrita y dirigida por Alonso Llosa en su debut como director. Está protagonizada por Paul Vega, Attilia Boschetti, Delfina Paredes, Pietro Sibille y Muki Sabogal.

## Sinopsis
El boom inmobiliario está enriqueciendo a mucha gente. Pero Tato, un cincuentón carismático e inmaduro, lo ha perdido todo. Ha vuelto a vivir con su excéntrica madre, Rosa, quien lo humilla cada vez que puede con la esperanza de mantenerlo dentro de su decrépita mansión. Desesperado por la independencia financiera, Tato vende la casa sin el consentimiento de su madre. Para hacerle creer que todavía vive dentro de su antigua habitación, Tato la coloca en un espacio vagamente similar, cubierto con cortinas de plástico para crear la ilusión de que la casa está siendo restaurada por su valor histórico. ¿Cuánto tiempo ya qué precio Tato podrá mantener esta farsa imposible?

## Reparto
Los actores que participaron en esta película son:
- Paul Vega como Tato Basile
- Muki Sabogal como Inez
- Attilia Boschetti como Rosa
- Delfina Paredes como Gloria
- Pietro Sibille como Raymond

## Lanzamiento
En enero de 2020, la película se estrenó en el Festival Internacional de Cine de Santa Bárbara (Estados Unidos). La película se estrenó en agosto de 2020 en la 24.ª edición del Festival de Cine de Lima. Posteriormente, la película se estrenó comercialmente en los cines el 6 de octubre de 2022.

## Reconocimientos
| Año  | Premio        | Categoría      | Recipiente        | Resultado | Referencia(s) |
| ---- | ------------- | -------------- | ----------------- | --------- | ------------- |
| 2021 | Premios Luces | Mejor película | La restauración   | Nominada  | [ 8 ]         |
| 2021 | Premios Luces | Mejor actor    | Paul Vega         | Ganador   | [ 9 ]         |
| 2021 | Premios Luces | Mejor actriz   | Attilia Boschetti | Nominada  | [ 8 ]         |
| 2021 | Premios Luces | Mejor actriz   | Delfina Paredes   | Nominada  | [ 8 ]         |